# كينيث أدلمان
كينيث أدلمان (بالإنجليزية: Kenneth Adelman) (و. 1946 – م) هو دبلوماسي من الولايات المتحدة الأمريكية .
وهو عضو في الحزب الجمهوري .

## روابط خارجية
- كينيث أدلمان على موقع مونزينجر (الألمانية)
- كينيث أدلمان على موقع إن إن دي بي (الإنجليزية)